# 레이첼 스펙터
레이첼 스펙터(Rachel Specter, 1980년 4월 9일 ~ )는 미국의 배우, 모델, 텔레비전 배우, 영화배우이다.
탬파에서 태어났다.

## 영화
- 마이 프리텐드 와이프 (2011년) - 리사 해몬드 역
- 보이밴드 (2010년) - 파멜라 역
- 딥 인 더 밸리 (2009년) - 밤비 역
- 마이 원 앤 온리 (2009년)
- 볼드 (2008년) - 캐롤라인 역
- 프롬 나이트 (2008년) - 테일러 역
- 하우스 버니 (2008년) - 코트니 역
- 어론 인 더 다크2 : 마녀 사냥꾼 (2008년) - 나탈리 역
- 낫 어나더 하이스쿨 쇼 (2007년)
- 마이 섹시스트 이어 (2007년)
- 스노우 보드맨 (2007년)
- 론리 하츠 (2006년)
- 투데이 유 다이 (2005년)
- 에디슨 시티 (2005년)